# Máquinas rodoviárias
Máquinas Rodoviárias é um segmento industrial que congrega as indústrias dedicadas a fabricação de máquinas e equipamentos destinados à terraplanagem (para construção de obras públicas, tais como estradas e rodovias, abertura de canteiros de obras, etc.), pavimentação e manutenção de estradas e vias públicas (tratores de esteira, retroescavadeiras, pás carregadeiras de rodas, escavadeiras hidráulicas, caminhões fora de estrada, motoniveladoras, rolos compactadores e outros). Outros setores como o agropecuário, florestal e construção civil, utilizam largamente máquinas rodoviárias, interagindo desta forma continuamente com o setor.
Nos últimos anos as empresas deste setor acreditaram no desenvolvimento do país e investiram fortemente em suas unidades, ampliando também suas exportações, tornando-se base mundial de produção de alguns modelos, empregando em 2009 cerca de 13.500 funcionários diretos.

## Fonte
- Associação Brasileira da Indústria de Máquinas e Equipamentos - Abimaq